# Кустоватов
Кустоватов — хутор в Тацинском районе Ростовской области.
Входит в состав Зазерского сельского поселения.
Население 137 человек.

## География
На хуторе имеются улица Пролетарская и переулок Садовый.

## Население
| 2010 |
| ---- |
| 135  |